# FIBA European Champions Cup 1980-1981
La Coppa dei Campioni 1980-1981 di pallacanestro maschile venne vinta dal Maccabi Tel-Aviv.
Hanno preso parte alla competizione 24 squadre. Le squadre vennero divise in sei gruppi, con gare di andate e ritorno (e somma dei punti): al termine la prima classificata veniva promossa al turno successivo, con un'ulteriore fase a gruppi valevole per la qualificazioni alla finale, cui accedevano le prime due classificate. La finale è stata organizzata a Strasburgo.

## Risultati

### Primo turno

#### Gruppo A
|    | Squadra     | G | V | P | PF  | PS  | Dif  | P.ti |
| -- | ----------- | - | - | - | --- | --- | ---- | ---- |
| 1. | Real Madrid | 6 | 6 | 0 | 682 | 442 | +240 | 12   |
| 2. | Viganello   | 6 | 3 | 3 | 545 | 561 | -16  | 9    |
| 3. | Zamalek     | 6 | 2 | 4 | 463 | 618 | +155 | 8    |
| 4. | Porto       | 6 | 1 | 5 | 473 | 542 | -69  | 7    |

#### Gruppo B
|    | Squadra                | G | V | P | PF  | PS  | Dif | P.ti |
| -- | ---------------------- | - | - | - | --- | --- | --- | ---- |
| 1. | Maccabi Elite Tel Aviv | 6 | 4 | 2 | 531 | 471 | +60 | 11   |
| 2. | ASPO Tours             | 6 | 3 | 3 | 527 | 522 | +5  | 9    |
| 3. | Panathinaikos Atene    | 6 | 3 | 3 | 519 | 542 | -23 | 9    |
| 4. | Crystal Palace         | 6 | 2 | 4 | 524 | 566 | -42 | 7    |

#### Gruppo C
|    | Squadra        | G | V | P | PF  | PS  | Dif  | P.ti |
| -- | -------------- | - | - | - | --- | --- | ---- | ---- |
| 1. | Bosna Sarajevo | 6 | 5 | 1 | 614 | 475 | +139 | 11   |
| 2. | Honvéd         | 6 | 4 | 2 | 587 | 517 | +70  | 10   |
| 3. | Union Vienna   | 6 | 3 | 3 | 558 | 501 | +57  | 9    |
| 4. | Stevnsgade     | 6 | 0 | 6 | 382 | 648 | -266 | 6    |

#### Gruppo D
|    | Squadra          | G | V | P | PF  | PS  | Dif  | P.ti |
| -- | ---------------- | - | - | - | --- | --- | ---- | ---- |
| 1. | Sinudyne Bologna | 6 | 6 | 0 | 594 | 461 | +133 | 12   |
| 2. | CSKA Sofia       | 6 | 2 | 4 | 525 | 538 | -13  | 8    |
| 3. | Eczacıbaşı       | 6 | 2 | 4 | 493 | 533 | -40  | 8    |
| 4. | Partizani Tirana | 6 | 2 | 4 | 499 | 579 | -80  | 8    |

#### Gruppo E
|    | Squadra                   | G | V | P | PF  | PS  | Dif  | P.ti |
| -- | ------------------------- | - | - | - | --- | --- | ---- | ---- |
| 1. | Nashua EBBC               | 6 | 5 | 1 | 574 | 466 | +108 | 11   |
| 2. | Murray Edimburgo          | 6 | 4 | 2 | 467 | 478 | -11  | 10   |
| 3. | Inter Slovnaft Bratislava | 6 | 3 | 3 | 504 | 524 | -20  | 9    |
| 4. | Hageby                    | 6 | 0 | 6 | 491 | 568 | -77  | 6    |

#### Gruppo F
|    | Squadra                   | G | V | P | PF  | PS  | Dif  | P.ti |
| -- | ------------------------- | - | - | - | --- | --- | ---- | ---- |
| 1. | CSKA Mosca                | 6 | 6 | 0 | 554 | 442 | +112 | 12   |
| 2. | Racing Maes Pils Mechelen | 6 | 3 | 3 | 472 | 509 | -37  | 9    |
| 3. | Śląsk Wrocław             | 6 | 2 | 4 | 542 | 557 | -15  | 8    |
| 4. | Pantterit                 | 6 | 1 | 5 | 469 | 529 | -60  | 7    |

### Semifinali
|    | Squadra                | G  | V | P | PF  | PS  | Dif | P.ti |
| -- | ---------------------- | -- | - | - | --- | --- | --- | ---- |
| 1. | Virtus Bologna         | 10 | 7 | 3 | 864 | 837 | +27 | 17   |
| 2. | Maccabi Elite Tel-Aviv | 10 | 6 | 4 | 903 | 880 | +23 | 16   |
| 3. | Nashua EBBC            | 10 | 5 | 5 | 902 | 901 | +1  | 15   |
| 4. | Bosna Sarajevo         | 10 | 4 | 6 | 926 | 946 | -20 | 14   |
| 5. | Real Madrid            | 10 | 4 | 6 | 912 | 895 | +17 | 14   |
| 6. | CSKA Mosca             | 10 | 4 | 6 | 813 | 861 | -48 | 14   |

|  | Qualificate alle semifinali |
|  | Eliminata                   |

### Finale
| Squadra 1        | Risultato | Squadra 2              |
| ---------------- | --------- | ---------------------- |
| Sinudyne Bologna | 79 - 80   | Maccabi Elite Tel Aviv |

| Coppa dei Campioni 1980-1981 |
| ---------------------------- |
| Maccabi Tel-Aviv 2º titolo   |

## Formazione vincitrice
| N° | Naz.                   | Ruolo | Sportivo         |  | Alt. |  |
| -- | ---------------------- | ----- | ---------------- |  | ---- |  |
| 4  | Israele (bandiera)     | C     | Amnon Jarach     |  |      |  |
| 5  | Israele (bandiera)     | A     | Shuki Schwartz   |  |      |  |
| 6  | Israele (bandiera)     | A     | Hanan Dobrish    |  |      |  |
| 7  | Israele (bandiera)     | P     | Motti Aroesti    |  |      |  |
| 8  | Israele (bandiera)     | C     | Aulcie Perry     |  |      |  |
| 9  | Israele (bandiera)     | GA    | Miki Berkovich   |  |      |  |
| 10 | Israele (bandiera)     | G     | Hanan Keren      |  |      |  |
| 11 | Israele (bandiera)     | P     | Shmuel Zisman    |  |      |  |
| 12 | Israele (bandiera)     | AC    | Lou Silver       |  |      |  |
| 13 | Israele (bandiera)     | A     | Moshe Hershowitz |  |      |  |
| 14 | Stati Uniti (bandiera) | AC    | Earl Williams    |  |      |  |
| 15 | Stati Uniti (bandiera) | AG    | Jim Boatwright   |  |      |  |
|    | Stati Uniti (bandiera) | All.  | Rudy D'Amico     |  |      |  |